# Lin Lindner
Lin Lindner (* 1994) ist eine deutsche politisch aktive Person (Die Linke). Lindner ist designiertes Mitglied des Deutschen Bundestages.

## Leben
Lindner wuchs in Traben-Trarbach auf, schloss ein Volontariat in einer Redaktion in Hessen ab und studierte anschließend an der Hochschule Merseburg Kultur- und Medienpädagogik. Daran schloss sich ein Masterstudium der Medien- und Kultursoziologie an der Universität Trier an. Lindner ist trans, identifiziert sich als nichtbinär und lebt in Trier.
Lindner ist seit 2023 Mitglied der Partei Die Linke. Seit 2024 hat Lindner den Co-Vorsitz des Stadtverbands der Linken in Trier inne und ist Mitglied des Landesvorstands von Die Linke Rheinland-Pfalz.
Bei der Bundestagswahl 2025 kandidierte Lindner im Bundestagswahlkreis Trier und auf Platz drei der Linken-Landesliste in Rheinland-Pfalz, verpasste aber zunächst den Einzug in den Bundestag. Im Sommer 2025 wird Lindner für Gerhard Trabert in den Bundestag nachrücken.